# Барановичский сельсовет
Барановичский сельсовет — упразднённая административная единица на территории Гродненского района Гродненской области Республики Беларусь.

## Состав
Барановичский сельсовет включал 12 населённых пунктов:
- Бакуны — деревня.
- Брузги — деревня.
- Гневенщина — деревня.
- Дубница — хутор.
- Клочки — деревня.
- Коробчицы — деревня.
- Кулевцы — деревня.
- Немейши — деревня.
- Скоморошки — деревня.
- Струбка — деревня.
- Чеховщизна — деревня.
- Юзефовка — деревня.